# Буянский, Николай Николаевич
Николай Николаевич Буянский (19 мая 1901 года, станция Платоновка, Тамбовская губерния — 2 мая 1953 года, Москва) — советский военный деятель, Генерал-лейтенант авиации (19 августа 1944 года).

## Литература

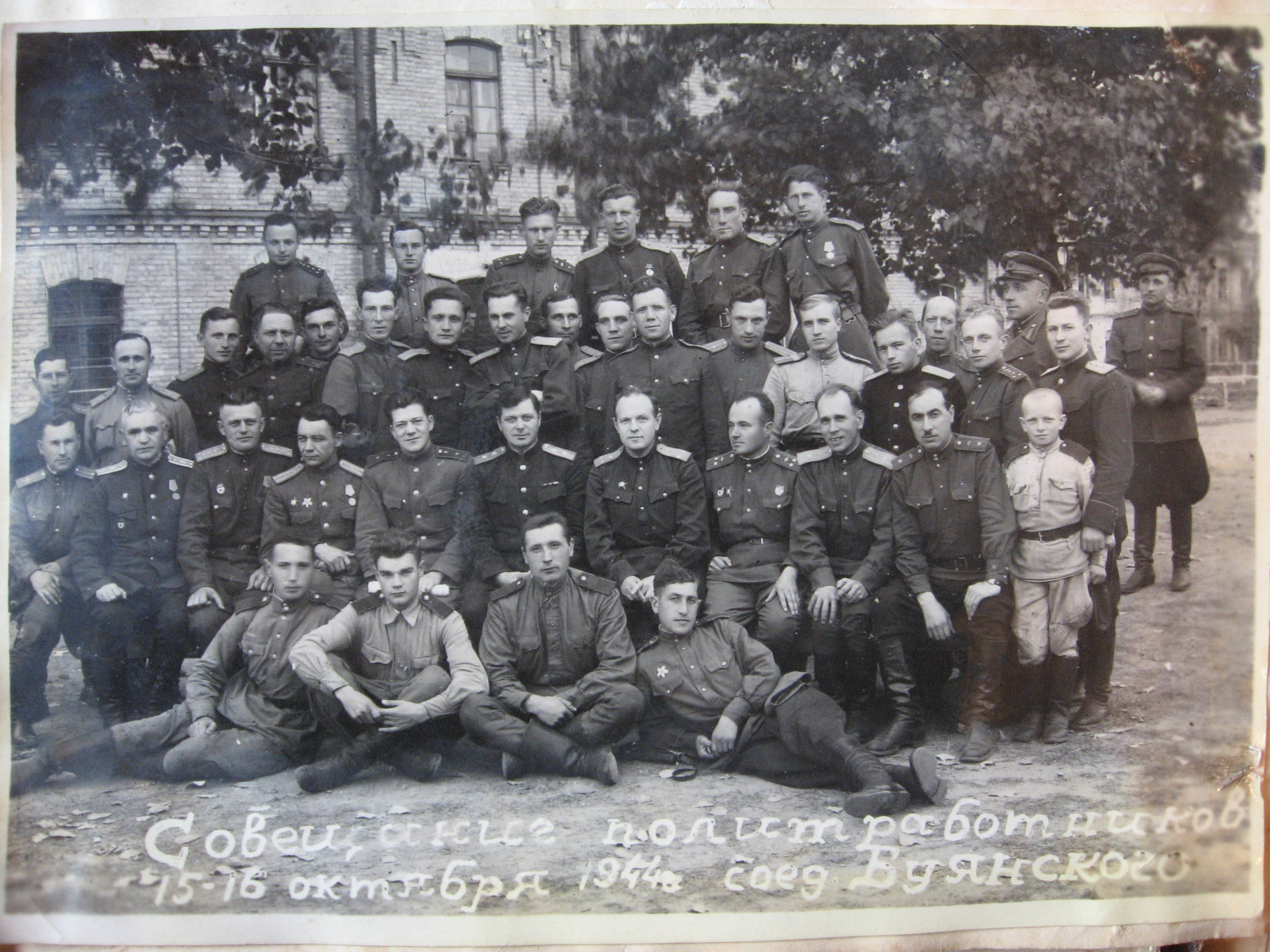
Николай Буянский, 1944, совещание политработников. Групповое фото

## Начальная биография
Николай Николаевич Буянский родился 19 мая 1901 года на станции Платоновка (ныне — Рассказовского района Тамбовской области).

## Военная служба

### Довоенное время
В августе 1922 года был призван в ряды РККА и направлен красноармейцем в отдельную роту связи в составе 32-й стрелковой дивизии (Приволжский военный округ), в октябре был назначен на должность начальника отделения отдельной роты связи 16-го стрелкового корпуса.
В июне 1923 года Буянский был направлен на учёбу в Егорьевскую, а затем в Киевскую школу Красного Воздушного Флота, в сентябре 1924 года — в Ленинградскую военно-теоретическую школу ВВС РККА, а в мае 1925 года — в 1-ю военную школу лётчиков имени А. Ф. Мясникова. После окончания обучения в октябре 1927 года служил в этой же авиационной школе на должностях инструктора-лётчика и старшего инструктора-лётчика. В сентябре 1928 года был назначен на должность инструктора-лётчика Объединённой военной школы лётчиков и авиатехников Приволжского военного округа, в январе 1931 года — на должность командира звена и временно исполняющего должность командира авиаотряда 7-й военной школы летчиков этого же округа, а в апреле 1933 года — на должность командира авиаотряда 24-й тяжёлой бомбардировочной авиаэскадрильи Ленинградского военного округа.
В октябре 1933 года Буянский был направлен на учёбу в Военно-воздушную академию РККА имени профессора Н. Е. Жуковского, а затем в Высшую лётно-тактическую школу ВВС РККА в Липецке, после окончания которой в январе 1935 года был назначен на должность командира 23-й тяжёлой бомбардировочной авиаэскадрильи ВВС Московского военного округа, в июне 1938 года — на должность командира 7-го тяжёлого бомбардировочного авиационного полка в составе 2-й авиационной армии особого назначения, после чего принимал участие в ходе советско-финской войны.
В августе 1940 года Николай Николаевич Буянский был назначен на должность командира 48-й дальнебомбардировочной авиационной дивизии в составе Орловского военного округа, а в ноябре был направлен на учёбу на курсы усовершенствования высшего начальствующего состава при Военной академии РККА имени М. В. Фрунзе.

### Великая Отечественная война

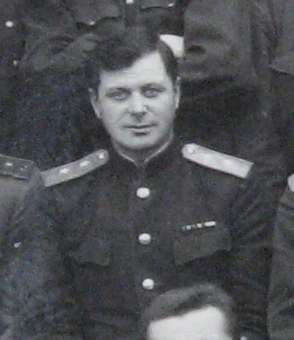
Николай Буянский, октябрь 1944 г.

С началом войны Буянский был вновь назначен на должность командира 48-й дальнебомбардировочной авиационной дивизии, которая, находясь на Западном фронте, за первых два месяца войны совершила около 500 боевых вылетов, из них около 80 — ночных. В ходе этих вылетов дивизия сбила 52 самолёта противника.
В августе 1941 года Буянский был назначен на должность заместителя командующего 1-й резервной авиационной группы, действовавшей по колоннам танков и мотопехоты 2-й танковой группы под командованием генерала Гудериана в районах Новгород-Северского, Шостки, Глухова и Конотопа.
В октябре 1941 года был назначен на должность заместителя командующего ВВС Калининского фронта, в январе 1942 года — на должность командующего 3-й резервной авиационной группой Волховского фронта, в июле — на должность командующего 1-й ударной авиационной группой Ставки Верховного Главнокомандования, а с августа того же года исполнял должность командира 280-й бомбардировочной авиационной дивизии Волховского фронта, принимавшей участие в прорыве блокады Ленинграда.
В июле 1943 года Буянский был назначен на должность командира 8-го авиационного корпуса дальнего действия, который действовал, нанося удары с воздуха по железнодорожным узлам, портам Риги, Мемеля, Кёнигсберга, Хельсинки и Будапешта, а также по военно-промышленным объектам Норвегии и Финляндии.
В декабре 1944 года был назначен на должность заместителя командующего 18-й воздушной армией.

### Послевоенная карьера
После окончания войны Буянский был назначен на должность командира 2-го гвардейского бомбардировочного авиационного корпуса.
В 1948 году был направлен на учёбу на авиационный факультет Высшей военной академии имени К. Е. Ворошилова, после окончания которого в 1950 году был назначен на должность генерал-инспектора Инспекции бомбардировочной авиации Главной инспекции Советской Армии.
Генерал-лейтенант авиации Николай Николаевич Буянский умер 2 мая 1953 года в Москве.

## Награды
- Орден Ленина (1947)
- Три ордена Красного Знамени (22.02.1941, 23.11.1942, 03.11.1944)
- Орден Суворова 2 степени (18.08.1945)
- Медали.

## Воинские звания
- Генерал-майор авиации (30 апреля 1943 года);
- Генерал-лейтенант авиации (19 августа 1944 года).